# Seventh Heaven (album)
Pour les articles homonymes, voir Seventh Heaven.
 (mai 2024).
Si vous disposez d'ouvrages ou d'articles de référence ou si vous connaissez des sites web de qualité traitant du thème abordé ici, merci de compléter l'article en donnant les références utiles à sa vérifiabilité et en les liant à la section « Notes et références ».
Albums de Kalafina
Red Moon
(2010)
Remix par Kalafina
Re/oblivious
(2008)
Singles
Seventh Heaven est le 1er album de Kalafina, sorti sous le label Sony Music Entertainment Japan le 4 mars 2009 au Japon.

## Présentation
Cet album est produit par Yuki Kajiura. Il atteint la 8e place du classement de l'Oricon. Il se vend à 19 933 exemplaires la première semaine, et reste classé pendant 19 semaines pour un total de 38 087 exemplaires vendus. Plusieurs chansons viennent de leurs précédents singles, Oblivious, Sprinter/Aria et Fairytale. Seventh Heaven a été utilisé comme thème musical pour le dernier chapitre de l'anime Kara no Kyoukai. Il sort en format CD et CD+DVD. La musique et les paroles sont de Yuki Kajiura.

## Liste des titres
Toutes les chansons sont écrites et composées par Yuki Kajiura.
| 1.  | Overture                                         | 1:34 |
| 2.  | Oblivious                                        | 4:22 |
| 3.  | Love come down                                   | 4:44 |
| 4.  | Natsu no Ringo (夏の林檎)                        | 4:02 |
| 5.  | Fairytale                                        | 5:13 |
| 6.  | Aria                                             | 5:23 |
| 7.  | Mata Kaze ga Tsuyoku Natta (また風が強くなった)  | 4:56 |
| 8.  | Kizuato (傷跡)                                   | 4:39 |
| 9.  | Serenato                                         | 4:53 |
| 10. | Ongaku (音楽)                                    | 5:38 |
| 11. | Ashita no Keshiki (明日の景色)                   | 5:25 |
| 12. | Sprinter                                         | 5:04 |
| 13. | Kimi ga Hikari ni Kaete Iku (君が光に変えて行く) | 4:42 |
| 14. | Seventh Heaven                                   | 6:12 |

| 1. | Oblivious (Live)                   |  |
| 2. | Kimi ga Hikari ni Kaete Iku (Live) |  |
| 3. | Kizuato (Live)                     |  |
| 4. | Aria (Live)                        |  |
| 5. | Sprinter                           |  |
| 6. | Fairytale                          |  |
| 7. | Seventh Heaven                     |  |